# Чернышов, Сергей Иванович
Серге́й Ива́нович Чернышов (Чернышёв; 15 (28) декабря 1908 — 24 апреля 1969) — командующий артиллерией 89-й гвардейской стрелковой дивизии 5-й ударной армии 1 Белорусского фронта, гвардии подполковник. Герой Советского Союза.

## Биография
Родился 15 (28 декабря) 1908 года в селе Бисер (ныне Горнозаводский район, Пермский край). Окончил 3 курса горно-металлургического института. Жил и работал в Сурхандарьинской области Узбекистана. Член ВКП(б) с 1929 года.
В РККА с 1931 года. В 1935 году окончил военную школу имени ВЦИК, а в 1940 году академические курсы усовершенствования командного состава. На фронтах Великой Отечественной войны с июня 1941 года.
С января 1942 года командир 566-го артиллерийского полка 160-й стрелковой дивизии. С 9 апреля 1943 года, командующий артиллерией 89-й гвардейской стрелковой дивизии. Гвардии подполковник Сергей Иванович Чернышов отличился в боях под городом Варшавой — столицей Польши.
14 января 1945 года вверенная С. И. Чернышову артиллерия дивизии подавила на своём участке огневую систему долговременной обороны противников на всю тактическую глубину, что позволило частям 89-й гвардейской стрелковой дивизии успешно выполнить боевую задачу.
Указом Президиума ВС СССР от 27 февраля 1945 года за умелое командование артиллерией стрелковой дивизии, образцовое выполнение боевых заданий командования и проявленные при этом мужество и героизм гвардии подполковнику Чернышову Сергею Ивановичу присвоено звание Героя Советского Союза с вручением ордена Ленина и медали «Золотая Звезда».
После войны С. И. Чернышов продолжал службу в армии на командных должностях. С 1958 года гвардии полковник Чернышов С. И. — в запасе.
Жил и работал в Воронеже. Скончался 29 апреля 1969 года. Похоронен на Коминтерновском кладбище.

## Награды
- Герой Советского Союза (27.02.1945, медаль «Золотая Звезда» № 5661)[5];
- два ордена Ленина (27.02.1945[5], 30.12.1956);
- четыре ордена Красного Знамени (20.03.1943, 12.12.1943, 18.05.1945, 19.11.1951);
- орден Богдана Хмельницкого II степени (18.11.1944);
- два ордена Отечественной войны I степени (13.04.1943, 18.09.1943);
- два ордена Красной Звезды (1.10.1942, 17.05.1951);
- медали.